# Condado de Warrick
O Condado de Warrick é um dos 92 condados do estado americano de Indiana. A sede do condado é Boonville, e sua maior cidade é Boonville. O condado possui uma área de 1 012 km² (dos quais 18 km² estão cobertos por água), uma população de 52 383 habitantes, e uma densidade populacional de 53 hab/km² (segundo o censo nacional de 2000). O condado foi fundado em 1813.